# 短十二糎自走砲
短十二糎自走砲（たんじゅうにせんちじそうほう、短12 cm自走砲）とは第二次世界大戦末期の1945年（昭和20年）に、日本海軍が製作した自走砲である。海軍部隊内では十二糎砲戦車と呼ばれていた。現在では「海軍短12 cm自走砲」と表記されることもある。

## 概要
日本陸軍が開発した九七式中戦車を改造して作られた、海軍工廠製の短十二糎砲の自走化車輌である。配備先は佐世保や横須賀第十六特別陸戦隊など。少なくとも佐世保に4輌、横須賀に10輌あったことが確認されている。
海軍陸戦隊の車両なので、砲塔側面後方と前照灯の前方の車体前端に錨マークが描かれていた可能性がある。

## 構造
車体は九七式中戦車ほぼそのままであるが前期型か後期型かは不明である。1945年9月22日に佐世保で米海兵隊が撮影した写真では後期型車体が用いられている。砲塔は47 mm砲搭載型の砲塔を改造して使用している。米軍の調査時には車体前方左側の7.7 mm機銃は撤去されていたが、銃架の様式は標準的な九七式車載重機関銃のものであると評価している。砲塔の対空機銃架はそのままとなっている。

### 車体
米軍の調査では、エンジンは12気筒星形エンジンへ換装されるものと信じられていると報告された。また換気装置が、車体後方にある機関区画の直上に位置している。戦車は右側の席から運転された。最大速度の表示は60キロ毎時である。ほか、足回りは標準的な九七式中戦車と同様である。6輪の転輪が両側面にあり、4輪は組とされ、2輪は独立懸架されている。起動輪は前方にあり、誘導輪は後方にある。3個の上部転輪が両側面に装着された。鋼製の装軌部分のための防護装甲は装備されておらず、ただし前方部分は薄い金属板のフェンダーにより覆われている。

### 原型砲
搭載火砲は、日本海軍が戦争中期に開発した艦載砲である短十二糎砲を車載用に改造して、新砲塔に装備している。原型砲である短十二糎砲は商船（特設艦船）の自衛用に開発された簡易急造高角砲である。諸元は、口径120 mm、砲身長1510 mm、砲腔長1440 mm、砲初速290 m/s、最大退却長（後退長）270 mm、砲身重量218 kg、弾種は一号通常弾（弾量13,000 g、炸薬量2515 g）を使用した。薬莢および装薬を含めた弾薬総重量は17kgである。
原型砲は大仰角を取ることが可能で、対空戦闘も行えるため高角砲に分類されているが、実質は対潜を主とし、対潜・対水上・対空兼用の、迫撃砲に似た特性をもつ。弾薬包は半固定式（砲弾と薬莢が分離可能）の薬莢型式である。砲は12口径の短砲身であり、最大射程、砲口初速とも旧式榴弾砲（三八式十二糎榴弾砲）とほぼ同等の性能である。しかし反面、腔圧が低いので、砲身の肉厚を薄くでき、砲各部の強度も低くていいので、口径のわりに砲重量を軽くできる利点がある。原型砲の駐退機は砲身の上方に一本、復座機は砲身の下方に一本である。原型砲の最大射程は5,300 mだが、転用した砲は砲塔形式で高仰角はとれないため射程は制限された。なお原型砲には徹甲弾は用意されていない。本砲の通常弾（榴弾）は弾殻が薄くその分炸薬を多くしていた。平射もできるが、装甲貫徹力は小さく、弾道低伸性は良くない。

### 搭載された砲
原型砲と異なり、本車用の砲の駐退復座機は内部にばねを収容した円柱状の装置を砲身と同芯式に備え、後座長は330 mmと長くなっている。角度のついたバッフルつきの砲口制退器が全ての搭載砲に見られるが、米軍ではこの装置を、砲が製造された後の追加改修によると推定している。大型の鋼板が砲尾の上面にボルト止めされているが、これは明白に砲口制退器のカウンターウェイトであると評価された。砲は単肉砲身である。原型砲および本砲は砲尾に向かって右開きの段隔螺式閉鎖機である。
- - 短十二糎砲に追加された砲口制退器。

尾栓は段隔螺式の一型式で、砲の右側でヒンジによって固定された。撃発機構はばね構造で、拉縄により作動して打撃する型式である。尾栓に面して直径約2インチの円筒形状の穴が開けられており、そして撃針の孔は4分の3インチの厚みで覆われている。操作用ハンドルが砲尾の直下に置かれており、弧を描いて尾栓のヒンジ上に旋回する。砲尾が開かれた際、ハンドル内部のスロットにより可動するカムが、撃針のガイドハウジングを後方へ圧縮する。これによって撃針が撃発可能状態となる。またカムにより、シアが撃針軸内部のシアノッチへと進められる。この部品は撃針を後退位置で固定し、拉縄が引かれると開放する。砲尾の右側に単一の部材でできた抽筒子が配されており、尾栓の動きとともにピボット運動を行った。
撃発機構には特徴的な機械式安全装置が組み込まれており、砲が発射中、尾栓を固定した。この安全装置は拉縄を引くことで作動し、撃針が開放された後まで位置を保持した。
米軍の調査時には主砲から照準器が取り外され、発見されなかった。ただし砲の左側、砲架と指標ドラムに0 mから4000 mまでの目盛りがつけられていた。また旋回と俯仰の操作装置は砲の左側に配されていた。米軍では、この砲は明らかに兵員1名により人力操作されると評価している。また本車の砲仰俯角は約-10〜+20度で、砲塔は全周旋回した。
砲塔の後面には、7.7 mm機銃を撤去して箱が取り付けてある。この箱は、床板をアングル材で吊った直角三角形の吊り棚を設けて、そこに交換可能な弾薬箱を直接置いた物とする解釈もある。車内の弾薬ラックには27発が収容できたが、演習弾のみが発見された。砲弾は全長が約62.9 cm、弾丸の全長は約29.8 cmで黒色に塗られ、頭部に信管を収めるための穴が設けられていた。
日本海軍の行った射撃試験では、短十二糎砲で80mm～100mmの装甲板に対し榴弾で射撃を行ったところ効果がなかったが、
専用の対戦車榴弾（成形炸薬弾）の存在は不明である。砲塔後面の弾薬箱を除く車内の弾薬積載数は8発とする説がある。
- - 防楯左側は増設された照準器用に拡大されている。

## 乗員配置
本車の乗員数は不明である。砲の左側に照準器が据えられ、砲手が砲塔左側に位置した。装填手が砲塔右側に位置するとなると、本砲の正面向かって右開きの螺旋式閉鎖機（これはキューポラ開口部から撮った車内の写真から判明している）では、装填作業が困難であっただろうとおもわれる。車長について、これは砲手の兼任とする説もあるが、本車のキューポラは元の47 mm砲用新砲塔と同様に砲塔上面右側寄りにあり、砲塔左側に位置する砲手が車長兼任では外部視察に問題を生じる可能性が高い。砲塔右側の車長が装填手を兼任していたのであればこの問題は解決する。
米軍の調査時に前方機銃は回収されなかったものの、機銃架は残されていた。対空機銃架も残されている。

## 運用
本車両が配備された横須賀第十六特別陸戦隊は、本土決戦時の海軍の戦車部隊だった。海軍の陸戦教育の中心である館山砲術学校の戦車隊を母体にした部隊で、第1大隊と第2大隊の2個大隊による編成であった。1個大隊は2個中隊より成った。一説によると、第2大隊隷下の2つの中隊本部には、中隊本部付きとして、「特三式内火艇」1～2輌が有ったとの証言もある。
横須賀第十六特別陸戦隊の編成と装備は、第1大隊第1中隊 新砲塔九七式中戦車10輌+1輌、同第2中隊 十二糎砲戦車（短十二糎自走砲）10輌+?、第2大隊第1中隊 特二式内火艇10輌+特三式内火艇1輌、同第2中隊 特二式内火艇10輌+?、であった（?の中隊本部付き車輌が存在したかは不明）。
終戦直後の厚木海軍飛行場における第302海軍航空隊による反乱事件に際して、反乱部隊の離陸を阻止すべく、横須賀第十六特別陸戦隊第1大隊に対し、所属する短十二糎自走砲を含む全車をもって滑走路を塞ぐことが命ぜられた。しかし翌日、同隊による厚木海軍飛行場への攻撃は中止になり、短十二糎自走砲が実戦投入されることはなかった。

## 派生型
1945年（昭和20年）8月当時、日本陸軍による、短二十糎砲を自走砲化する計画があったとされる。

## 登場作品
『War Thunder』
「Chi-ha Short Gun」の名称で課金戦車として登場。実装から1年弱にわたり販売されていたが一度は販売終了したものの、Ver1.83で販売が再開され、現在は1000GEで購入可能。
『バトルフィールドV』
九七式中戦車に120mm砲を搭載すると、外観が本車に変化する（ただし名称は「九七式中戦車」のまま）。